# ブレイクスルー感染
ブレイクスルー感染（ブレイクスルーかんせん、Breakthrough infection）とは、ワクチンを接種した患者が、そのワクチンが予防する筈のものと同じ病原体に感染してしまうことを指す。ワクチンを打っていても感染する理由としては、血中に抗体が存在しても粘膜などではその働きが弱く予防しきれないため、また、病原体の変異により抗体が十分に働かずに感染してしまうことが考えられる。ブレイクスルー感染は、おたふく風邪、水疱瘡、インフルエンザなど、様々な病気の予防接種を受けた患者に確認されている。ブレイクスルー感染の特徴は、ウイルス自体に依存する。多くの場合、予防接種を受けた患者の感染症は、自然に感染した場合よりも症状が軽く、期間も短くなる。また打ち抜き感染（うちぬきかんせん）、突破型感染ともいう。
ブレイクスルー感染の原因には、ワクチンの不適切な投与や保管、ウイルスの突然変異、抗体による遮断などがある。これらの理由から、ワクチンの効果が100％であることはほとんどない。一般的なインフルエンザワクチンでは、接種者の58％がインフルエンザに対する免疫を獲得できると推定されている。麻疹ワクチンは、接種した子供の2％に免疫ができないとされている。しかし、集団免疫が存在する場合、通常、効果のないワクチン接種を受けた患者が病気に感染するのを防ぐことができる。したがって、集団免疫は、集団におけるブレイクスルー感染の数を減少させる。

## ブレイクスルー感染の例

### 水痘ウイルス
水痘ワクチンによる水痘感染の予防効果は85％である。しかし、ブレイクスルー感染の水痘（Breakthrough varicella；BV）と診断された患者の75％は、ワクチンを接種していない患者よりも症状が軽いことが判明している。このような軽症の水痘患者は、発熱が弱く、皮膚の病変が50個以下で、斑点状丘疹が見られる。一方、ワクチンを接種していない患者では、通常、39度の発熱、200～500個の皮膚病変、斑点（隆起していない病変）は丘疹や水疱性病変に進展する。さらに、ワクチンを接種していない患者の感染は、感染した患者に比べて長く続く傾向がある。
ブレイクスルー感染の水痘の大部分は、水痘ワクチンを体内に充分取り込めなかったことに起因している。よって、ブレイクスルー感染を防ぐために、水痘ワクチンの初回接種から1年以内に2回目の接種を受けることが提案されている。

### おたふく風邪
おたふく風邪ワクチンは、麻疹・おたふく風邪・風疹ワクチン（MMR）の一部である。おたふく風邪ワクチンは、おたふく風邪の予防に88％の効果があるとされている。おたふく風邪のワクチンを接種していない患者に比べて、ブレイクスルー感染のおたふく風邪となった患者では、感染による重篤な合併症が少ないといわれている。これらの合併症には、無菌性髄膜炎や脳炎の発症が含まれる。
ブレイクスルー感染のおたふく風邪の原因は、現在のところ完全には解明されていない。ウイルスの変異（抗原連続変異）が、ブレイクスルー感染の大部分を説明すると考えられている。また、記憶T細胞が打ち抜き感染の発生に関与しているという説もある。

### B型肝炎
B型肝炎のブレイクスルー感染症例は、主にB型肝炎ウイルス（HBV）の変異により、HBVの表面タンパク質がHBVワクチンから作られる抗体に認識されなくなったことに起因している。このような変異を持つウイルスは「ワクチンエスケープ変異体」と呼ばれている。ブレイクスルー感染は、ワクチン接種の遅れ、免疫抑制、母親のウイルス量などによっても引き起こされる。HBVのブレイクスルー感染があっても、無症状の場合もある。

## 特徴

### 生物学的成因

#### 年齢
患者は年齢を重ねるごとに、免疫システムに一連の変化が起こり、そのプロセスは免疫老化と呼ばれる。この変化の中で特筆すべきは、ナイーブT細胞とナイーブB細胞の生産量が減少することである。ナイーブなリンパ球（T細胞およびB細胞）の減少は、造血幹細胞（HSC）のテロメアが時間の経過と共に短縮し、HSCの増殖およびリンパ系前駆細胞の産生が制限されることに起因している。これは、時間の経過と共に、造血幹細胞がリンパ球系前駆細胞よりも骨髄系前駆細胞の産生を好む傾向があるという事実によって、更に悪化する。また、成熟したリンパ球は無限に増殖することができない。このように、ナイーブなリンパ球の減少と成熟したリンパ球の増殖能力の制限が複合的に作用して、ワクチンに含まれる病原体に反応するリンパ球の数や種類が限られてしまうのである。
実際、インフルエンザワクチン、三種混合ワクチン、肺炎球菌ワクチン等のワクチンは、65歳以上の成人では効果が低いといわれている。それでもCDCは、高齢者がインフルエンザに感染することは特に危険であり、ワクチンによってインフルエンザウイルスに対する少なくとも中程度の免疫が得られることから、インフルエンザワクチンの接種を推奨している。

#### 抗体による干渉
乳児における母親の移行抗体の存在は、不活化ワクチン、弱毒化ワクチン、サブユニットワクチンの有効性を低下させる。移行抗体は、ワクチン接種でウイルスが産生したタンパク質上のエピトープに結合する。母体の抗体がウイルスのタンパク質を認識することで、ウイルスが中和される。更に移行抗体は、乳児のB細胞上のB細胞受容体が抗原に結合するより先に抗原を中和してしまうので、乳児の免疫系は高度に活性化されず、乳児が産生する抗体の数も少なくなる。
B細胞が病原体に結合したとしても、免疫反応は抑制される。B細胞受容体が抗原に結合し、同時にFc受容体が移行抗体に結合すると、Fc受容体がB細胞受容体に信号を送り、細胞分裂を抑制する。乳児の免疫系が刺激されず、B細胞の分裂が抑制されるため、記憶B細胞はほとんど作られない。記憶B細胞のレベルは、病原体に対する乳児の生涯に亘る抵抗力を確保するのに充分ではない。
ほとんどの乳児では、母体の抗体は生後12～15ヶ月で消失するため、この時期以外に接種したワクチンが母体の抗体の干渉を受けて損なわれることはない。

#### 記憶B細胞の寿命
ワクチンを接種すると、患者の免疫システムが起動し、記憶B細胞が特異的な抗体反応を記憶する。これらの細胞は、病原体の感染が解除された後も血中を循環している。記憶B細胞を含むリンパ球は、細胞分裂の度に遺伝子のテロメアが縮退するため、無限に増殖することはできない。通常、細胞は数十年生存するが、刺激を受けたワクチンの種類やワクチンの投与量によって、この細胞の寿命にはばらつきがある。記憶B細胞の寿命に差が生じる理由は、現在のところ不明である。しかし、記憶B細胞の寿命の違いは、病原体が体内に感染する速度と、それに応じて、ワクチンに含まれる病原体に対する免疫反応に関与する細胞の数と種類に起因するという仮説が提唱されている。

#### ウイルスの変異
ワクチンを接種すると、免疫系はウイルスやウイルスが作り出したタンパク質の特定の部分（エピトープ）を認識する抗体を産生する。しかし、ウイルスは時間の経過と共に遺伝子変異を起こし、ウイルスタンパク質の立体構造に影響を与える。抗体が認識する部位にこのような変異が生じると、抗体の結合が阻害され、免疫反応が抑制される。この現象は抗原連続変異（抗原ドリフト）と呼ばれている。B型肝炎やおたふく風邪などのブレイクスルー感染は、抗原連続変異の影響を受けているといわれている。

### 他の成因

#### ワクチンの品質と投与方法
ワクチンは、投与時に品質が悪いと、免疫が得られないことがある。ワクチンは、不適切な温度で保管されたり、使用期限を過ぎたりすると効力を失う。同様に、免疫を確保するためには、ワクチンの適切な投与量が不可欠である。ワクチンの投与量は、患者の年齢や体重などの要因によって異なる。これらの要因を考慮していないと、患者が誤った量のワクチンを接種されることになる。推奨されている量よりも少ない量のワクチンを接種した患者は、ワクチンに対する充分な免疫反応が得られず、免疫を確保することができない。
ワクチンが有効であるためには、患者が獲得免疫を通じてワクチン内の病原体に反応し、その反応が患者の免疫学的記憶に保存されなければならない。適応免疫反応を活性化することなく、液性免疫によって病原体を中和し、排除することも可能である。病原性の弱い株や少ない株を使用したワクチンは、投与時の品質が悪い場合など、主に液性反応を惹起する可能性があり、その場合、将来の免疫を確保することができない。